# Homens e Factos do Dia
Homens & factos do dia : semanário da vida mundial publicou-se no Porto e foi dirigido pelo célebre Repórter X, peseudónimo de Reinaldo Ferreira, o qual também dirigiu Reporter X e X: Semanário de Grandes Reportagens, resumindo-se a dois números de agosto de 1929.